# Desigualtat de Landau-Kolmogorov
En matemàtiques, la desigualtat de Landau-Kolmogorov, anomenada així pels matemàtics Edmund Landau i Andrey Kolmogorov, és la següent família de desigualtats d'interpolació entre diferents derivades d'una funció f definida en un subconjunt T dels nombres reals:
{\displaystyle \|f^{(k)}\|_{L_{\infty }(T)}\leq C(n,k,T){\|f\|_{L_{\infty }(T)}}^{1-k/n}{\|f^{(n)}\|_{L_{\infty }(T)}}^{k/n}{\text{ per a }}1\leq k<n.}

## En l'eix real
Per a k = 1, n = 2, T=R la desigualtat va ser provada per primera vegada per Edmund Landau amb la constant aguda C(2, 1, R) = 2. Després de les contribucions de Jacques Hadamard i Georgiy Shilov, Andrey Kolmogorov va trobar constants i arbitràries n, k:
{\displaystyle C(n,k,\mathbb {R} )=a_{n-k}a_{n}^{-1+k/n}~,}
on an és la constant de Favard.

## En el semieix
Després del treball de Matorin et al, les funcions extremistes van ser trobades per Isaac Schoenberg, tanmateix, encara es desconeixen formes explícites per a les constants agudes.

## Generalitzacions
Hi ha moltes generalitzacions, que són de la forma
{\displaystyle \|f^{(k)}\|_{L_{q}(T)}\leq K\cdot {\|f\|_{L_{p}(T)}^{\alpha }}\cdot {\|f^{(n)}\|_{L_{r}(T)}^{1-\alpha }}{\text{ per a }}1\leq k<n.}
Aquí les tres normes poden ser diferents entre elles (de L1 fins a L∞, amb p=q=r=∞ en el cas clàssic) i T pot ser l'eix real, semi-eix o un segment tancat.
La desigualtat de Kallman-Rota generalitza les desigualtats de Landau-Kolmogorov des de l'operador derivat fins a contraccions més generals en els espais de Banach.